# Rhinocerotida
O clade Rhinocerotida possui duas famílias:hyracodontidae e rhinocerotidae.